# Khambhlav
Khambhlav o Khamblao fou un petit estat tributari protegit al prant de Jhalawar a l'agència de Kathiawar, presidència de Bombai, format per dos pobles amb tres tributaris separats. La superfície era de 26 km² i la població el 1881 de 1449 habitants. Els ingressos el 1881 eren de 457 lliures de les quals 73 lliures es pagaven com a tribut al govern britànic i 13,18 lliures al nawab de Junagarh. La capital Khambhlav o Khamblao estava a uns 11 km a l'est de Limbdi.